# Маломін
Маломін (пол. Małomin, нім. Malmen) — село в Польщі, у гміні Тлухово Ліпновського повіту Куявсько-Поморського воєводства.
Населення — 79 осіб (2011).
У 1975-1998 роках село належало до Влоцлавського воєводства.

## Демографія
Демографічна структура станом на 31 березня 2011 року:
|          | Загалом | Допрацездатний вік | Працездатний вік | Постпрацездатний вік |
| -------- | ------- | ------------------ | ---------------- | -------------------- |
| Чоловіки | 41      | 13                 | 23               | 5                    |
| Жінки    | 38      | 12                 | 18               | 8                    |
| Разом    | 79      | 25                 | 41               | 13                   |